# Ceryx
Ceryx is een geslacht van vlinders uit de familie spinneruilen (Erebidae), onderfamilie beervlinders (Arctiinae). De wetenschappelijke naam is voor het eerst geldig gepubliceerd door de Zweedse entomoloog Hans Daniel Johan Wallengren in 1863.
Hij richtte het geslacht op voor drie soorten die hij in 1860 had beschreven in het geslacht Naclia: Naclia thyretiformis (= synoniem van Ceryx fulvescens), Naclia anthraciformis (= Ceryx anthraciformis) en Naclia fuscicornis (= synoniem van Ceryx anthraciformis). Deze waren door Johan August Wahlberg in Kaffraria (oostelijk Zuid-Afrika) verzameld.
Dit geslacht komt voor in Centraal- en Zuid-Afrika, Azië (Indonesische Archipel, de Filipijnen, Zuid-India, Assam) en Australië (o.a. Queensland).

## Soorten
- C. aethalodes Wileman & West, 1928
- C. affinis Rothschild, 1910
- C. alberici Dufrane, 1945
- C. albimacula (Walker, 1854)
- C. albipuncta Hampson, 1907
- C. alenina Strand, 1912
- C. ampla Walker, 1864
- C. anthraciformis (Wallengren, 1860)
- C. antiopa Kiriakoff, 1953
- C. aroa Bethune-Baker, 1904
- C. aurantiobasis Rothschild, 1910
- C. barombina Gaede, 1926
- C. basilewsky Kiriakoff, 1955
- C. bernhardi Seitz
- C. burgeffi Obraztsov, 1949
- C. calcuni Obraztsov, 1957
- C. carpentieri Dufrane, 1936
- C. ciprianii Berio, 1937
- C. claremontii Heylaerts, 1890
- C. crawshayi Hampson, 1901
- C. cybelistes (Holland, 1893)
- C. cybelistis Holland, 1893
- C. chea Druce, 1895
- C. cherra Moore, 1879
- C. darlingtoni Obraztsov, 1957
- C. decorata Walker, 1862
- C. diptera Fabricius, 1775
- C. elasson (Holland, 1893)
- C. evar Pagenstecher, 1886
- C. exapta Swinhoe, 1892
- C. expandens Walker, 1862
- C. fata Swinhoe, 1892
- C. flava Bethune-Baker, 1911
- C. flavigutta Hulstaert, 1924
- C. flaviplagia Hampson, 1898
- C. formicina Swinhoe, 1892
- C. fulvescens Johan August Wahlberg
- C. giloloensis Obraztsov, 1957
- C. ginorea Swinhoe, 1894
- C. godartii Boisduval, 1829
- C. guttulosa Walker, 1864
- C. hageni Snellen, 1895
- C. helodiaphana Roepke, 1937
- C. hilda (Ehrmann, 1894)
- C. homoeochroma Obraztsov, 1957
- C. hyalina Moore, 1879
- C. imaon Cramer, 1780
- C. infranigra (Strand, 1912)
- C. javanica Obraztsov, 1949

- C. joltrandi Dufrane, 1936
- C. keiensis Rothschild, 1910
- C. klossi Rothschild, 1920
- C. kuehni Rothschild, 1910
- C. lamottei Kiriakoff, 1963
- C. longipes (Herrich-Schäffer, 1855)
- C. macgregori Schultze, 1900
- C. morobeensis Obraztsov, 1957
- C. nacliodes Hampson, 1914
- C. naclioides Hampson, 1914
- C. pleurasticta Hampson, 1901
- C. pleurosticta Hampson, 1898
- C. pleurostictoides Strand, 1915
- C. pseudovigorsi Nievenhs., 1946
- C. pterodactyliformis Holloway, 1976
- C. puncta Druce, 1898
- C. resecta (Herrich-Schäffer, 1855)
- C. rhysoptila Turner, 1922
- C. riouensis Obraztsov, 1957
- C. salutator Kiriakoff, 1965
- C. salutatoria Kiriakoff, 1965
- C. sambavana Hampson
- C. semicincta Hampson, 1895
- C. semihyalina Kirby, 1896
- C. sphenodes Meyrick, 1886
- C. sumatrensis Obraztsov, 1949
- C. swinhoei Bethune-Baker, 1904
- C. toxopeusi Obraztsov, 1957
- C. toxotes Hampson, 1898
- C. transitiva Walker, 1862
- C. vespella Obraztsov, 1957
- C. xuthosphendona Wileman & West, 1928